# Технічна термодинаміка
Техні́чна термодина́міка (англ. engineering thermodynamics) — розділ термодинаміки, що займається застосуванням законів термодинаміки у теплотехніці. Основним об'єктом розгляду технічної термодинаміки є закономірності взаємного перетворення теплоти і роботи. Вона встановлює взаємозв'язок між тепловими, механічними і хімічними процесами, що мають місце в теплових машинах (теплових двигунах, теплових насосах, холодильних машинах) та дає оцінку ефективності термодинамічних циклів їх роботи, вивчає процеси, що відбуваються в газах та парі, а також теплотехнічні властивості цих тіл за різних фізичних умов, розглядає питання теплообміну та прямого перетворення теплоти в електричну енергію.

## Основні завдання, закони та методи
Термодинаміка, у першу чергу як технічна наука, почала розвиватись з 1820-х років завдяки науковим працям Саді Карно та Вільяма Ранкіна, але не зважаючи на свою відносну «молодість», займає одне з центральних місць серед фізичних та технічних дисциплін базової інженерної освіти.
В теоретичній частині технічна термодинаміка є спільним розділом науки про енергію, а у прикладній частині є теоретичним фундаментом усієї теплотехніки, що вивчає процеси, які відбуваються в теплових машинах.
Головне її завдання — обґрунтування теорії теплових двигунів, енергетичних установок та теплотехнічного обладнання.
У термодинаміці використовується феноменологічний метод дослідження, при якому не вводяться жодні припущення щодо молекулярної будови досліджуваних тіл. Тобто, вона виходить із загальних законів, що встановлені експериментально.
Технічна термодинаміка ґрунтується на трьох основних законах (началах): першому, що являє собою застосування до теплових систем закону перетворення та збереження енергії, другому, який характеризує напрямок перебігу у природі процесів та явищ, і третьому, який стверджує, що абсолютний нуль температури недосяжний.
У технічній термодинаміці використовуються два методи дослідження: метод замкнених кругових процесів (термодинамічних циклів) і метод термодинамічних функцій та геометричних побудов (геометрична термодинаміка). Останній метод був розроблений і викладений в класичних працях Гіббса і набув поширення останнім часом.
Технічна термодинаміка, застосовуючи основні закони до прямих і зворотних процесів взаємного перетворення теплоти і механічної роботи, дає можливість розробляти теорію теплових машин, досліджувати процеси, що відбуваються в них та дозволяє робити оцінку їх економічної ефективності.

## Основні поняття та об'єкти вивчення

### Базові поняття
Тепловий рух — безладний (хаотичний) рух мікрочастинок (молекул, атомів тощо), з яких складаються всі тіла.
Передача енергії в результаті обміну хаотичним, ненаправленим рухом мікрочастинок називається теплообміном, а кількість переданої при цьому енергії — кількістю теплоти, теплотою процесу або просто теплотою.
Вивчаючи поведінку речовин (об'єктів), що беруть участь у процесах з обміном енергією, термодинаміка виділяє їх із сукупності навколишніх тіл. Звідси випливає таке важливе поняття як термодинамічна система.

### Термодинамічна система
Термодинамічною системою називається сукупність макроскопічних тіл, що обмінюються енергією між собою і навколишнім середовищем (всіма іншими тілами, які не ввійшли в термодинамічну систему). Вона має межі, що відокремлюють її від навколишнього середовища, і можуть бути як реальними (газ у резервуарі, межа розділу фаз), так і чисто умовними у вигляді контрольної поверхні.
Головним тілом термодинамічної системи з точки зору технічної термодинаміки є робоче тіло — газоподібна або рідка речовина, за допомогою якої відбувається перетворення будь-якої енергії для одержання механічної роботи (у двигунах), холоду (в холодильних машинах), теплоти (у теплових насосах).
Термодинамічна система, між будь-якими частинами якої відсутні поверхні розділу, називається гомогенною. Якщо ж вона складається з окремих частин, розмежованих поверхнями розділу, — гетерогенною, однорідна частина якої називається фазою.
Термодинамічна система може енергетично взаємодіяти з навколишнім середовищем і з іншими системами, а також обмінюватися з ними речовиною.
Залежно від умов взаємодії з іншими системами розрізняють:
- відкриту систему — за наявності обміну енергією та речовиною з іншими системами;
- закриту систему — за відсутності обміну речовиною з іншими системами;
- адіабатну систему — за відсутності обміну теплотою з іншими системами;
- ізольовану систему — за відсутності обміну енергією й речовиною з іншими системами.

Розрізняють рівноважний і нерівноважний стани термодинамічної системи. Рівноважним термодинамічним станом називають стан тіла чи системи, що не змінюється в часі без зовнішнього енергетичного впливу. При цьому зникають усякі макроскопічні зміни (дифузія, теплообмін, хімічні реакції), хоча тепловий (мікроскопічний) рух молекул не припиняється. Стан термодинамічної системи, при якому у всіх її частинах температура однакова, називають ізотермічним рівноважним станом.
Ізольована термодинамічна система незалежно від свого початкового стану із часом завжди приходить у стан рівноваги, з якого ніколи не може вийти самовільно.
Стан термодинамічної системи, при якому значення параметрів у всіх її частинах лишаються незмінними в часі називається стаціонарним. Якщо значення параметрів змінюються в часі, то стан термодинамічної системи називається нестаціонарним.

### Параметри стану
Параметри стану термодинамічної системи — фізичні величини, що однозначно характеризують стан термодинамічної системи і не залежні від її передісторії.
Основні термодинамічні параметри стану системи, що характеризують макроскопічний стан тіл: тиск (p), температура T і питомий об'єм (v).
Будь-яка зміна параметрів стану є причиною (умовою) виникнення (наявності) термодинамічних процесів.

### Термодинамічні процеси
Термодинамічний процес — послідовна зміна станів робочого тіла, що відбувається в результаті його енергетичної взаємодії з навколишнім середовищем, яка характеризується обов'язковою зміною хоча б одного термодинамічного параметра стану.
Розрізняють рівноважний процес, якщо в системі в кожен момент часу встигає установитися рівноважний стан (тобто процес, який протікає вкрай повільно), і процес нерівноважний, якщо він протікає з кінцевою швидкістю і викликає появу кінцевих різниць тисків, температур, густини і т. д.
Основні термодинамічні параметри стану p, v і T системи, що перебуває в термодинамічній рівновазі, пов'язані між собою, причому число незалежних параметрів стану системи завжди дорівнює числу її термодинамічних ступенів свободи:
{\displaystyle p=f_{1}(v,T);v=f_{2}(p,T);T=f_{3}(p,v).}
Якщо зовнішні умови, у яких перебуває термодинамічна система змінюються, то змінюється і стан системи.
Таким чином, рівноважний стан термодинамічної системи повністю визначається значеннями двох незалежних змінних. У цьому випадку термодинамічна система називається простою системою або простим тілом. До простих тіл відносяться гази, пари, рідини і багато твердих тіл, що перебувають у термодинамічній рівновазі.
При вивченні термодинамічних процесів основний інтерес для технічної термодинаміки викликають так звані замкнуті (колові) процеси, у яких система після проходження низки послідовних станів, повертається до початкового. Такий процес називають термодинамічним циклом.